# Särkijärvi (sjö i Finland, Kajanaland, lat 64,65, long 30,07)
Särkijärvi är en sjö i Finland. Den ligger i kommunen Suomussalmi i landskapet Kajanaland, i den östra delen av landet, 600 km nordost om huvudstaden Helsingfors. Särkijärvi ligger 255 meter över havet. Arean är 35,6 hektar och strandlinjen är 3,48 kilometer lång. Sjön  ingår i Uleälvens huvudavrinningsområde. 